# Krzywicze (rejon lidzki)
Krzywicze (biał. Крывічы, Krywiczy; ros. Кривичи, Kriwiczi) – wieś na Białorusi, w obwodzie grodzieńskim, w rejonie lidzkim, w sielsowiecie Bielica.

## Historia
W XIX i w początkach XX w. położone były w Rosji, w guberni wileńskiej, w powiecie lidzkim.
W dwudziestoleciu międzywojennym kolonia leżąca w Polsce, w województwie nowogródzkim, w powiecie lidzkim, w gminie Bielica. W 1921 miejscowość liczyła 67 mieszkańców, zamieszkałych w 12 budynkach, w tym 43 Polaków i 24 osób innej narodowości. 34 mieszkańców było wyznania prawosławnego i 33 rzymskokatolickiego. Znajdowała się tu wówczas rzymskokatolicka kaplica filialna parafii w Bielicy.
Po II wojnie światowej w granicach Związku Sowieckiego. Od 1991 w niepodległej Białorusi.